# 東京宝くじドリーム館
東京宝くじドリーム館（とうきょうたからくじドリームかん）は、東京都中央区京橋にある、宝くじの博物館である。

## 概要
1981年12月に開館。当時は千代田区内幸町にあったが、宝くじの賞金や賞金が多様化され、「宝くじの情報発信基地」としての役割をより充実したものとして館内の施設や展示内容を大幅に一新するため、2004年1月5日に移転開館した。
数字選択式全国自治宝くじ（「ナンバーズ」「ミニロト」「ロト6」「ロト7」「ビンゴ5」）、東京都宝くじの抽せん会場として知られる。ステージ前には30もの席が設けられている。

## 利用案内
- 開館時間
  - 月・火・木・金曜日＝10:00 - 19:30
  - 水曜日＝10:00 - 19:00
  - 土曜日＝10:00 - 18:00
- 休館日
  - 日曜日、祝日（ただし、日曜日が祝日にあたる場合は翌日）
  - 年末年始（12月29日 - 1月3日）
- 入場料
  - 無料